# La entrega (película de 2002)
La entrega es una película de Argentina filmada en colores dirigida por Inés de Oliveira Cézar sobre su propio guion escrito en colaboración con Lis Anselmi y Ricardo Becher sobre una historia de Inés de Oliveira Cézar que se estrenó el 26 de septiembre de 2002. Tuvo como actores principales a María Socas, Andrea Prodan, Luis Machín y Diego Reinhold

## Sinopsis
Varias historias que se entrecruzan en un restaurante ilustrando sobre la arbitrariedad del destino. Personajes que, en un mundo sin certezas, sufren, aman, se frustran, desean, se obsesionan, se encuentran, tratan de olvidar.

## Reparto
Participaron del filme los siguientes intérpretes:
- María Socas...Margarita
- Andrea Prodan... Lucho
- Luis Machín...Policía
- Diego Reinhold...Uriel
- Eduardo Calvo...Benjamín
- Roxana Berco...Carmela
- Gipsy Bonafina...Lali
- Marcos Woinski...Manuel
- Andrea Goldberg...Silvia
- Kim Chang Zung...Luis
- Ludmila Fincic
- Alan Ferraro
- Solange Verina	...	Adolescente

## Comentarios
Aníbal M. Vinelli en ¨¨Clarín’’ opinó:

”Es de esa clase de films que, sin proponérselo, arrancan risas involuntarias que un sábado a la noche en extintas salas de barrio hubiesen sido una fiesta vecinal.”

Manrupe y Portela ecriben:

”Disparatada historia de sexo y científicos, con lugares comunes que llegan a inspirar pedad en el espectador.”